# Amero

Het door het Fraser Institute voorgestelde symbool voor de amero.

De Amero (North American currency union) is een hypothetische muntunie waarbij de Verenigde Staten, Canada en Mexico een gezamenlijke munteenheid delen.
Het idee is eerst voorgesteld in 1999 door de Canadese econoom Herbert Grubel en gebaseerd op de euro. Het idee is verwant aan voorstellen voor een Noord-Amerikaanse Unie. Er zijn ook voorstellen om geheel Noord- en Zuid-Amerika op één munteenheid over te laten gaan. De Amero zou ingevoerd kunnen worden na een mogelijke val van de steeds zwakker wordende Amerikaanse dollar. De Canadese en Mexicaanse economie zijn zozeer afhankelijk van de Amerikaanse economie dat de Canadese dollar en Mexicaanse peso bij zo'n gebeurtenis waarschijnlijk ook zullen omvallen, waardoor er veel animo zou ontstaan voor de Amero.
In de Verenigde Staten en Mexico circuleren samenzweringstheorieën waarin wordt beweerd dat er al vergevorderde plannen zijn voor de invoering van de amero, en dat de kredietcrisis opzettelijk is veroorzaakt om na het instorten van de drie valuta's de Amero zonder al te veel protest te kunnen invoeren. De theorie beweert dat de dollar zo sterk wordt gedevalueerd, dat de buitenlandse schuldenlast van Amerika daarmee verdampt. Vervolgens zou de dollar moeten worden vervangen door de Amero. Zo circuleert er een film met deze strekking van de extreemrechtse radiopresentator Hal Turner, waarin deze een vermeende ameromunt laat zien, die de Amerikaanse regering al vast naar China heeft laten verschepen. In werkelijkheid blijkt hij een door de kunstenaar Daniel Carr ontworpen munt te tonen die gewoon via internet te koop is.